# Ang Probinsyano
Ang Probinsyano är en filippinsk TV-serie som sändes på ABS-CBN och The Kapamilya Channel från 28 september 2015 till 12 augusti 2022. Coco Martin spelar huvudrollerna.

## Rollista (i urval)
- Coco Martin - Dominador "Ador" B. de Leon / Ricardo "Cardo" Dalisay
- Susan Roces - Kapitana Flora "Lola Kap" S. Borja-de Leon
- Maja Salvador - Glenda "Glen" Corpuz
- Bela Padilla - Carmen M. Guzman-de Leon / Carmen M. Guzman-Tuazon
- Arjo Atayde - Joaquin S. Tuazon
- Albert Martinez - Tomas "Papa Tom" G. Tuazon
- Agot Isidro - Verna Syquia-Tuazon
- Jaime Fábregas - Delfin S. Borja
- Eddie Garcia - Don Emilio Syquia
- Simon Ezekiel Pineda - Honorio "Onyok" Amaba
- Yassi Pressman - Alyanna Arevalo
- Lei Andrei Navarro - Dominador "Junior" de Leon, Jr.
- Mcneal "Awra" Briguela - Macario "Mak-Mak" Samonte, Jr.
- Joey Marquez - Nanding Corpuz
- Malou de Guzman - Lolit Fajardo-Corpuz
- Dennis Padilla - Edgar Guzman
- Ana Roces - Leonora "Nora" Montano-Guzman
- Joel Torre - Teodoro "Teddy" Arevalo
- Shamaine Buencamino - Virginia "Virgie" Arevalo
- McCoy de Leon - JP Arevalo
- Art Acuña - Roy Carreon
- Malou Crisologo - Yolanda "Yolly" Capuyao-Santos
- Marvin Yap - Elmo Santos
- Pepe Herrera - Benjamin "Benny" Dimaapi
- Beverly Salviejo - Yaya Cita
- Eda Nolan - Brenda Corpuz
- Ping Medina - Diego Sahagun
- Belle Mariano - Rachel Tuazon
- Brace Arquiza - Ryan Guzman
- John Prats - Jerome Girona, Jr.
- John Medina - Avel "Billy" M. Guzman
- Lester Llansang - Mark Vargas
- Michael Roy Jornales - Francisco "Chikoy" Rivera
- Marc Acueza - Dino Robles
- Rino Marco - Gregorio "Greg" Sebastian
- Mhyco Aquino - Lorenz Gabriel
- Marc Solis - Rigor Soriano
- Benj Manalo - Felipe "Pinggoy" Tanyag, Jr.
- Lander Vera Perez - Alfred Borromeo
- Elisse Joson - Lorraine Pedrosa
- Kiray Celis - Mitch
- Daisy Reyes - Belen Girona
- Tart Carlos - Mrs. Burton
- Xia Vigor - Keana Burton